# Ferrari F2002
Der Ferrari F2002, von den Medien auch Rote Göttin genannt, war der 35. Formel-1-Rennwagen der Scuderia Ferrari. Er nahm an 15 der 17 Rennen der Formel-1-Weltmeisterschaft 2002 teil, nachdem man die Saison mit dem Vorjahreswagen, dem F2001, gestartet war. Außerdem wurden die ersten vier Rennen der Formel-1-Weltmeisterschaft 2003 mit dem F2002 gefahren. Mit diesem Rennwagen verteidigte Michael Schumacher seinen Weltmeistertitel, sowie Ferrari die Konstrukteurswertung.

## Lackierung und Sponsoring
Der F2002 war im klassischen Ferrari-Rot lackiert. Der Hauptsponsor war der Zigarettenhersteller Philip Morris International mit seiner Marke Marlboro. Zudem waren auch Shell, Vodafone, AMD und der Reifenlieferant Bridgestone als Sponsoren vertreten, ebenso der Ferrari-Mutterkonzern Fiat.

## Fahrer
Es wurde an dem Fahrerduo Michael Schumacher und Rubens Barrichello nichts verändert. Zudem wurde keiner der beiden Fahrer in einem Rennen durch einen anderen Fahrer ersetzt. Testfahrer waren Luca Badoer und Luciano Burti.

## Saisonverlauf

### 2002

#### Verspäteter Saisonstart und Teamorder
Nachdem die Saison mit dem Ferrari F2001 gestartet worden war, hatte der F2002 sein Debüt in Brasilien. Da jedoch erst ein Chassis einsatzbereit war, musste Rubens Barrichello noch ein Rennen bis zum Europaauftakt in San Marino warten. Schumacher gewann im F2001 den Auftakt in Australien und wurde in Malaysia Dritter. Barrichello schied in den ersten drei Rennen im F2001 immer aus.
In den ersten drei Rennen im neuen Auto zeigte sich, dass der F2002 ein gelungener Wagen war. Michael Schumacher gewann alle drei Rennen und war nach fünf Rennen und bereits 21 Punkten Vorsprung großer Favorit auf den Titel. Barrichello machte durch einen zweiten Platz in San Marino ebenfalls deutlich, wie stark der Ferrari war. Zum Start in die Einführungsrunde zum Großen Preis von Spanien kam er jedoch nicht in die Gänge und er konnte das Rennen nicht starten.
Im darauffolgenden Rennen in Österreich kam es zu einem Eklat. Nachdem Barrichello das gesamte Rennen in Führung gelegen war, kam vom Team kurz vor Schluss die Aufforderung den Sieg an Schumacher abzutreten. Schumacher selber verstand diese Entscheidung nicht, jedoch rechtfertigte sich Teamchef Jean Todt: „In der Vergangenheit haben wir dreimal in Folge im letzten Rennen die Fahrer-WM verloren, und wir wissen, dass wir starke Gegner haben. Deshalb müssen wir aus jeder Situation das Meiste rausholen.“

#### Weg zum Titel

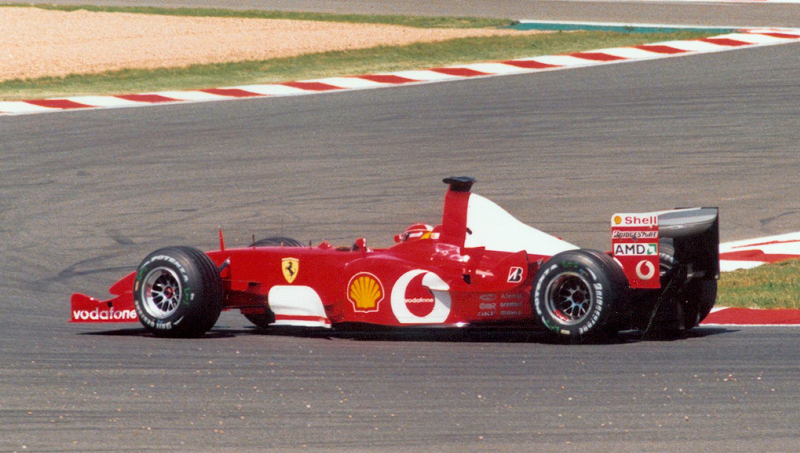
Michael Schumacher beim Großen Preis von Frankreich 2002

Beim Großen Preis von Monaco riss die Siegesserie von Schumacher, er wurde Zweiter. Barrichello fuhr mit einem siebten Platz das schlechteste Saisonergebnis ein. Beim folgenden Rennen in Kanada machte Juan Pablo Montoya einen Doppelsieg zunichte und wurde hinter Schumacher Zweiter. Die beiden darauf folgenden Rennen waren jedoch wieder Doppelsiege für Ferrari.
Beim Großen Preis von Frankreich siegte Schumacher ein weiteres Mal und sicherte sich somit sechs Rennen vor Schluss seinen fünften Weltmeistertitel. Es war die früheste WM-Entscheidung bis heute. Barrichello trat zu diesem Rennen nicht an, da sein Ferrari zum Start in die Einführungsrunde nicht vom Wagenheber heruntergelassen wurde und ein Losfahren vor Rennstart nicht möglich war.
Im darauf folgenden Rennen in Deutschland sicherte sich die Scuderia Ferrari den 12. Konstrukteurstitel.

#### Dominanz bis zum Schluss
In den restlichen fünf Rennen erreichte Ferrari fünf Doppelsiege. Michael Schumacher stand somit bei jedem Rennen auf dem Podium. Er erhöhte sowohl den Rekord an Siegen in einer Saison von neun auf elf als auch den Punkterekord in einer Saison von 123 auf 144.

### 2003

#### Saisonstart mit Problemen
Die ersten vier Rennen der Saison 2003 fuhr Ferrari mit dem F2002. Die Erfolgsserie konnte nicht nahtlos fortgeführt werden und man gewann lediglich ein Rennen. In Australien verhinderte ein Fahrfehler Schumachers einen Sieg. In Brasilien kamen bei schwierigen Witterungsbedingungen beide Ferraripiloten nicht ins Ziel. Insgesamt wurden 32 Punkte erreicht, was den zweiten Platz in der Konstrukteursmeisterschaft bedeutete. Schumacher lag in der Fahrerwertung auf Platz drei, Barrichello auf Platz fünf.

## Ergebnisse
| Fahrer               | Nr.                  | 1   | 2 | 3   | 4 | 5   | 6 | 7 | 8 | 9 | 10 | 11  | 12 | 13 | 14 | 15 | 16 | 17 | Punkte   | Rang |
| -------------------- | -------------------- | --- | - | --- | - | --- | - | - | - | - | -- | --- | -- | -- | -- | -- | -- | -- | -------- | ---- |
| Formel-1-Saison 2002 | Formel-1-Saison 2002 |     |   |     |   |     |   |   |   |   |    |     |    |    |    |    |    |    | 221/2071 | 1.   |
| M. Schumacher        | 1                    |     |   | 1   | 1 | 1   | 1 | 2 | 1 | 2 | 1  | 1   | 1  | 2  | 1  | 2  | 2  | 1  | 221/2071 | 1.   |
| R. Barrichello       | 2                    |     |   |     | 2 | DNS | 2 | 7 | 3 | 1 | 2  | DNS | 4  | 1  | 2  | 1  | 1  | 2  | 221/2071 | 1.   |
| Formel-1-Saison 2003 | Formel-1-Saison 2003 |     |   |     |   |     |   |   |   |   |    |     |    |    |    |    |    |    | 158/322  | 1.   |
| M. Schumacher        | 1                    | 4   | 6 | DNF | 1 |     |   |   |   |   |    |     |    |    |    |    |    |    | 158/322  | 1.   |
| R. Barrichello       | 2                    | DNF | 2 | DNF | 3 |     |   |   |   |   |    |     |    |    |    |    |    |    | 158/322  | 1.   |

| Legende  | Legende            | Legende                                                          |
| Farbe    | Abkürzung          | Bedeutung                                                        |
| -------- | ------------------ | ---------------------------------------------------------------- |
| Gold     | –                  | Sieg                                                             |
| Silber   | –                  | 2. Platz                                                         |
| Bronze   | –                  | 3. Platz                                                         |
| Grün     | –                  | Platzierung in den Punkten                                       |
| Blau     | –                  | Klassifiziert außerhalb der Punkteränge                          |
| Violett  | DNF                | Rennen nicht beendet (did not finish)                            |
| Violett  | NC                 | nicht klassifiziert (not classified)                             |
| Rot      | DNQ                | nicht qualifiziert (did not qualify)                             |
| Rot      | DNPQ               | in Vorqualifikation gescheitert (did not pre-qualify)            |
| Schwarz  | DSQ                | disqualifiziert (disqualified)                                   |
| Weiß     | DNS                | nicht am Start (did not start)                                   |
| Weiß     | WD                 | zurückgezogen (withdrawn)                                        |
| Hellblau | PO                 | nur am Training teilgenommen (practiced only)                    |
| Hellblau | TD                 | Freitags-Testfahrer (test driver)                                |
| ohne     | DNP                | nicht am Training teilgenommen (did not practice)                |
| ohne     | INJ                | verletzt oder krank (injured)                                    |
| ohne     | EX                 | ausgeschlossen (excluded)                                        |
| ohne     | DNA                | nicht erschienen (did not arrive)                                |
| ohne     | C                  | Rennen abgesagt (cancelled)                                      |
| ohne     | keine WM-Teilnahme |                                                                  |
| sonstige | P/fett             | Pole-Position                                                    |
| sonstige | 1/2/3/4/5/6/7/8    | Punktplatzierung im Sprint-/Qualifikationsrennen                 |
| sonstige | SR/kursiv          | Schnellste Rennrunde                                             |
| sonstige | *                  | nicht im Ziel, aufgrund der zurückgelegten Distanz aber gewertet |
| sonstige | ()                 | Streichresultate                                                 |
| sonstige | unterstrichen      | Führender in der Gesamtwertung                                   |

1 Von den 221 insgesamt in dieser Saison erzielten Punkten wurden mit dem F2002 207 Punkte erzielt. Die restlichen 14 Punkte wurden mit dem F2001 zu Beginn der Saison eingefahren.

2 Von den 158 insgesamt in dieser Saison erzielten Punkten wurden mit dem F2002 32 Punkte erzielt. Die restlichen 126 Punkte wurden mit dem F2003-GA eingefahren.

## Verbleib der Rennwagen
Exemplare des Ferrari F2002 können heute beispielsweise im Ferrari Museum in Maranello und in der Michael Schumacher Private Collection in der Motorworld Köln besichtigt werden.
Bei einer Auktion von Sotheby’s am 30. November 2019 in Abu Dhabi wurde der Ferrari F2002 mit der Chassisnummer 219 für 5,9 Millionen US-Dollar (= ca. 5,32 Millionen Euro) versteigert. Michael Schumacher gewann mit diesem Fahrzeug u. a. den Großen Preis von San Marino, den Großen Preis von Österreich und den Großen Preis von Frankreich – mit jenem Triumph sicherte er sich seinen fünften Weltmeistertitel bereits sechs Rennen vor Saisonende.

## Galerie

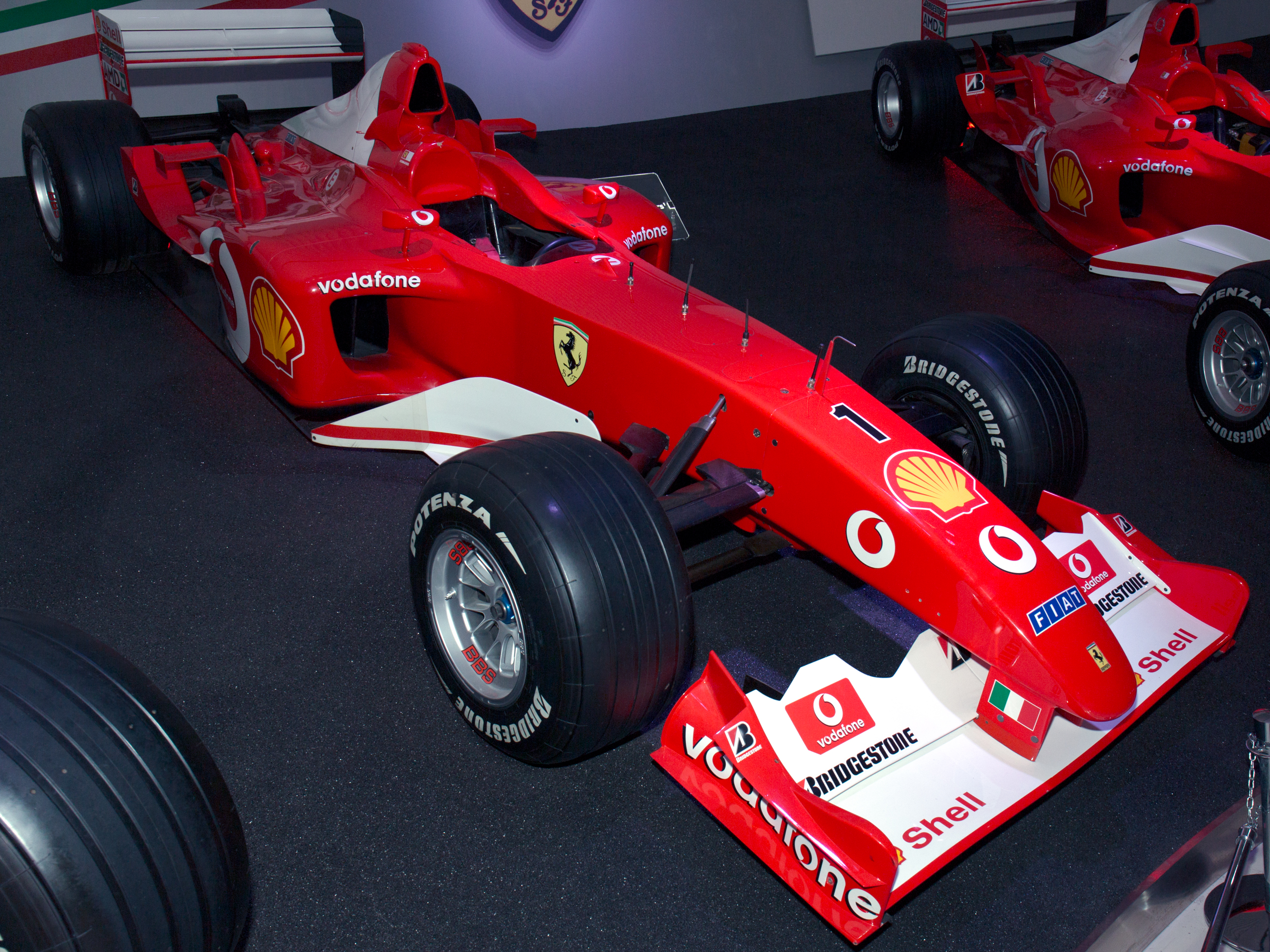
Ferrari F2002 (Museo Ferrari, Maranello)
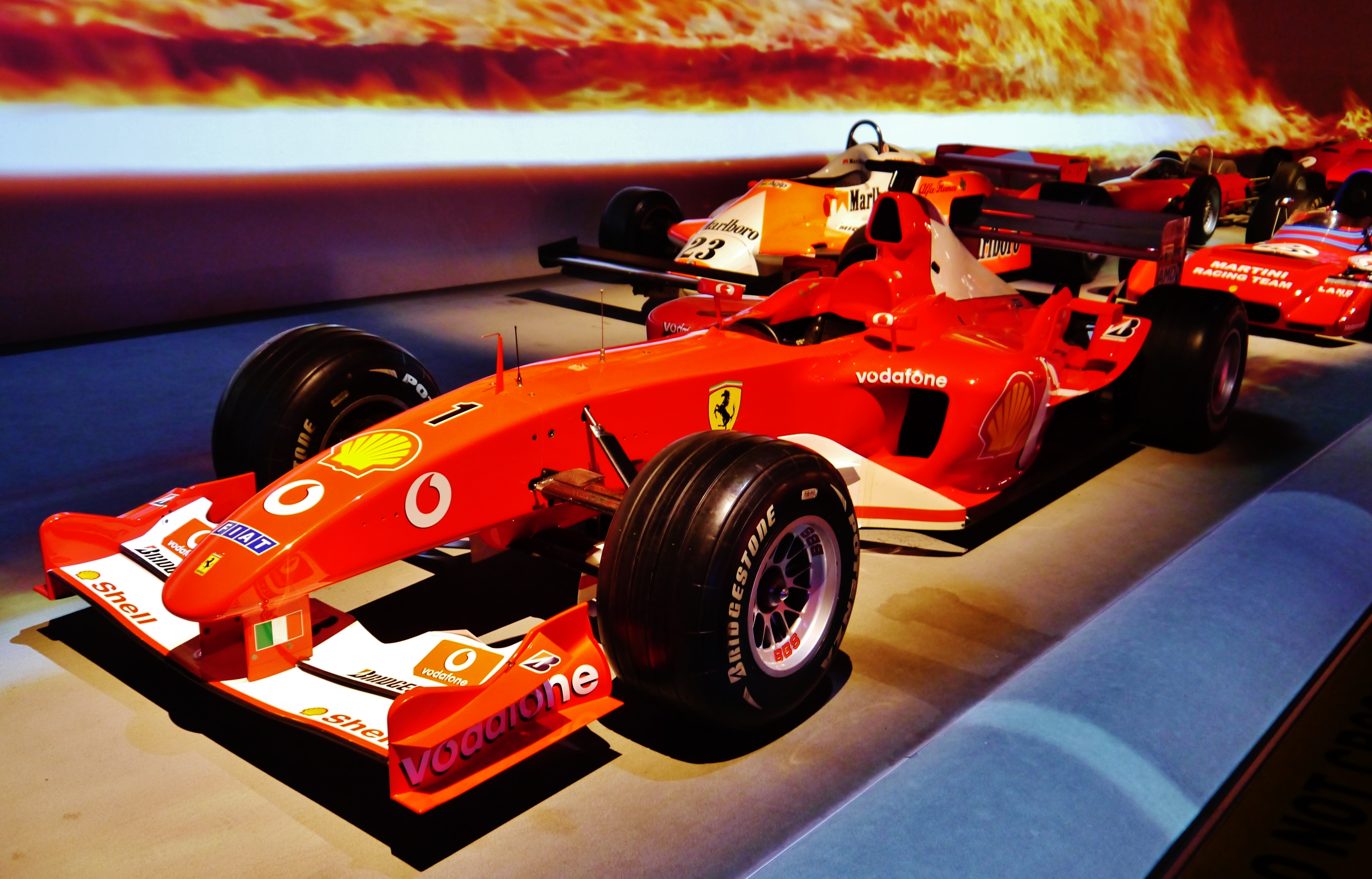
Ferrari F2002 (Museo Nazionale dell'Automobile in Turin)
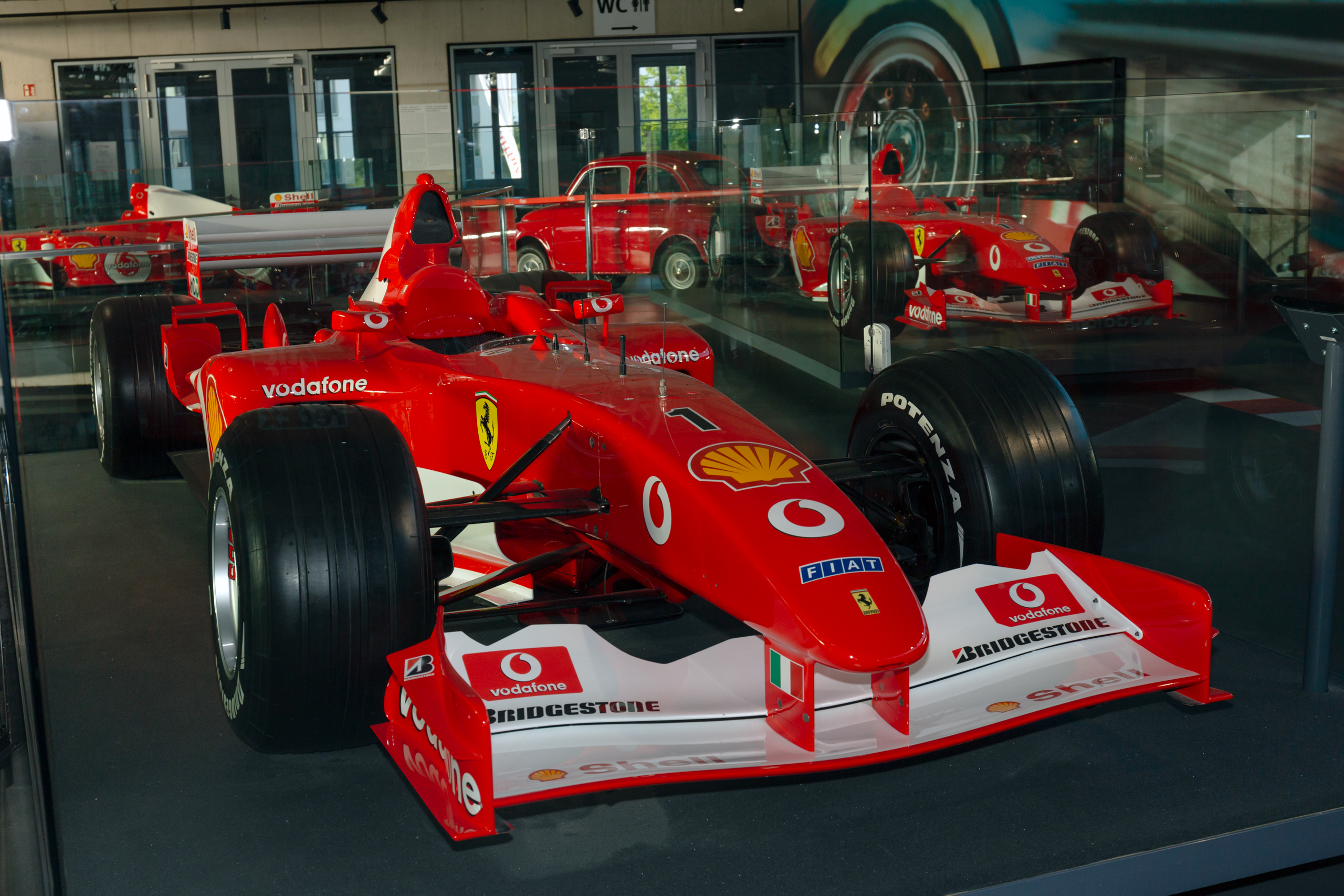
Ferrari F2002 (Michael Schumacher Private Collection, Motorworld Köln)
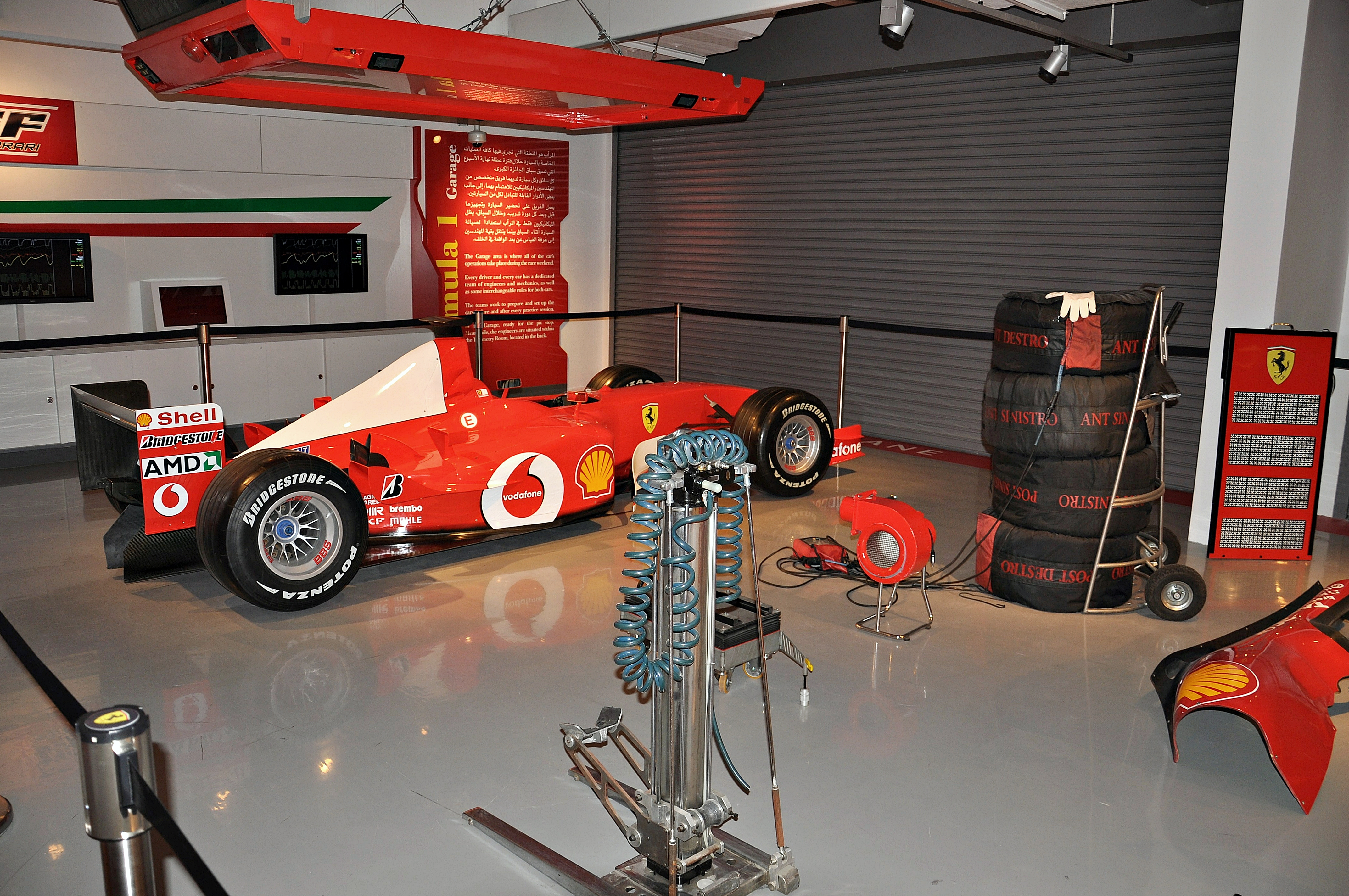
Ferrari F2002 (Ferrari World, Abu Dhabi)
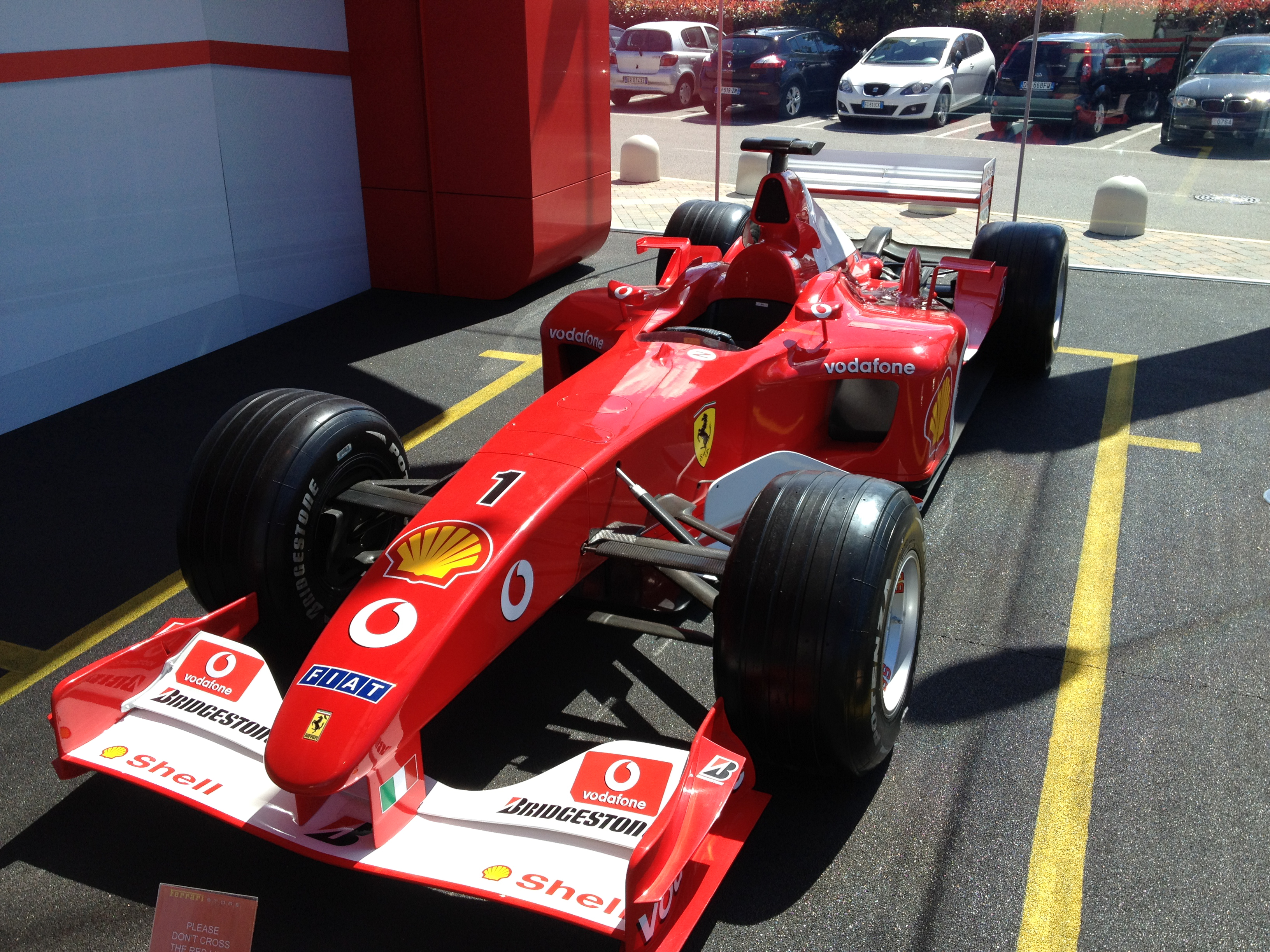
Ferrari F2002 (Ferrari Store, Serravalle Scrivia)
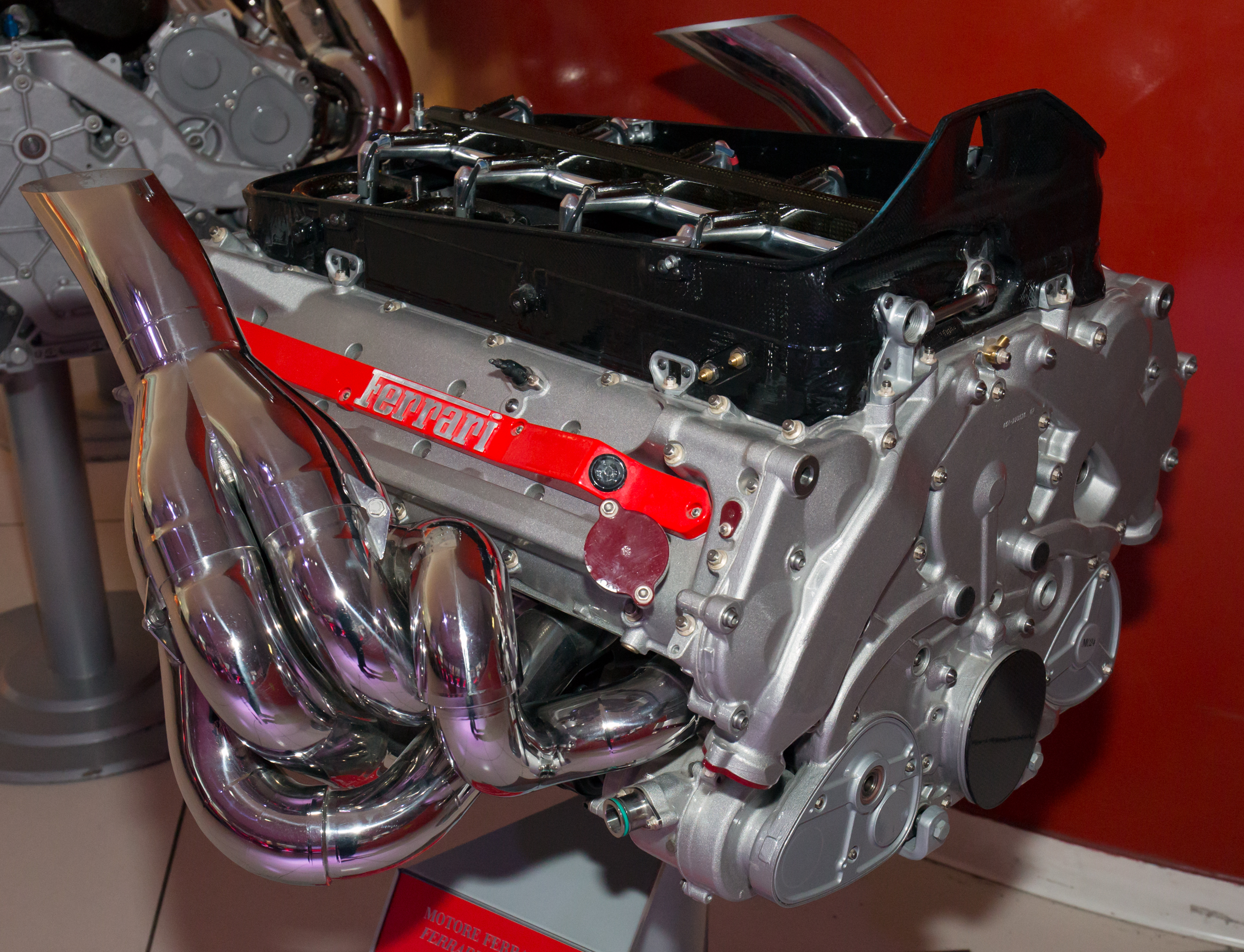
Motor (Ferrari Tipo 051) des Ferrari F2002